# 蔡英文學位門
蔡英文學位門，又稱蔡英文論文門，是從2019年起發生在中華民國的政治爭論，爭論的焦點是總統蔡英文是否真的有依程序取得倫敦政治經濟學院之博士學位。
質疑蔡英文學位真實性的人認為，由於倫敦政治經濟學院圖書館找不到1984年原版博士論文亦無博士學位口試資料、且提出質疑後蔡英文又拿不出學位證書原件 、未曾出示穿博士袍的畢業照，主張蔡英文的博士學位是假的。事件爆發後，蔡英文經由中华民国国家图书馆以電子檔形式公開其論文原稿，不過有學者質疑「論文原稿不等於論文」。
倫敦政治經濟學院于2019年10月8日在其网站發文确认了蔡英文博士学位的真实性，并确认了高等法律研究所1985年出版的索引文檔“英國法律研究1905-1984”中有蔡英文的論文條目。發文同時提示LSE圖書館新近收到了蔡英文提供的論文個人副本傳真文檔，該文檔可下載或在閱覽室查閱。論文導師Michael J. Elliott已在2016年去世。倫敦大學則聲明，目前不清楚論文是如何被保存在倫敦大學圖書館裡，但這不影響該學位授予的正確性，並且嚴正否認任何虛假指控。然而質疑者認為倫敦政經學院需保護學校的名聲，和蔡英文利益一致而給予掩護。
對於此事，蔡英文提告林環牆、賀德芬、彭文正三人妨害名譽，後臺灣臺北地方檢察署以加重誹謗罪起訴彭文正，而林環牆與賀德芬獲不起訴處分。訴訟過程中彭文正在向台北地院提出確認論文不存在之訴，2022年12月，更一審駁回上訴，認定蔡英文具有博士學位。彭文正對此提起上訴，台灣高等法院認為確認訴訟僅能確認彭文正和蔡英文的法律關係是否存在，並非論文是否存在，故在2025年5月駁回上訴。之後彭文正因滯留美國未歸到案遭臺灣臺北地方法院發布通緝，並進一步造成彭文正護照被扣留註銷，彭對於護照註銷一事提出行政訴訟，最後敗訴。

## 背景
2019年5月20日，賀德芬在批判蔡英文的記者會中，提到無法得見其博士論文的內容，表示希望大家慢慢去發掘，或請蔡英文主動說明。6月10日，在民進黨總統提名的初選民調展開當晚，美籍評論家曹長青在網路政論節目上質疑博士論文造假，並提及外交部長吳釗燮和蔡英文合寫文章等情節，論文門重新被台灣媒體報導。吳釗燮隨後發表聲明，澄清從未與蔡合寫過任何文章，蔡英文則是在7月9日的參訪活動中，在手中出示畢業證書。
2019年7月19日，教育部高教司由於17日前接獲立委陳學聖來函關切蔡總統當年升等副教授、教授的資料，決定公布昔日的相關實體文獻。

## 爭議爆發
2019年8月29日，賀德芬再度召開記者會，公布經濟學者林環牆歷時三個月完成的「獨立調查報告：蔡英文博士論文與証書的真偽」，報告的結論是：「蔡英文並沒有在35年前的1984年取得倫敦政經學院法學博士學位，而蔡總統當年的學生身份頂多是已完成論文，但未通過論文辯護口試的博士侯選人而已」。認為蔡英文並未在1984年取得博士學位。
2019年9月13日和9月16日，徐永泰親自到LSE婦女圖書館閱讀蔡英文後來交付圖書館的博士論文，之後在媒體上公開對論文的格式和圖書館不合理的閱覽規定提出質疑。質疑包含：沒有主考官簽字、缺頁、手改、穿越時空的電腦排版、美式拼音、頁數不連號、沒有總結論、沒有Bibliography（參考書目）等。
蔡英文於8月29日接受媒體採訪時，針對賀德芬的說法表明立場，認為母校曾於聲明之中確認過自己於1984年獲得博士學位，還列入傑出校友名單中，並且強調她任教跟任公職，尤其是參與選舉這麼多次，每一次在參與的時候、或者是在任教時，都會檢驗、檢查她的學經歷。這已經是做過多少次的檢驗，絕對不會有問題，因此決定交由司法檢驗，採取法律行動及提起告訴，同時在臉書發文澄清。「總統府發言人」臉書專頁則於9月4日公布了蔡英文的學籍卡、學位授予通知書、以及1984年的畢業證書和政大人事資料影本，強調當時有審查論文，並檢具這些英國校方近期提供的資料，向台北地檢署遞狀控告賀、林二人涉嫌妨害名譽。

### 陳學聖質疑政大升等資料保密
2020年，時任立委陳學聖追查蔡英文於政治大學的升等資料，並公布他詢問教育部關於政治大學升等審核論文以及應備資料時，教育部給他的回函照片，宣稱蔡英文的升等資料是以「密件」方式封存至2049年底，乃是「絕對機密」等級。對此，教育部多次發表聲明稿說明其升等審查經過，升等論文可於國圖查閱，並澄清升等文件中保密的乃是基於「專科以上學校教師資格審定辦法」第39條第1項規定，「學校與教育部評審過程、審查人及評審意見等相關資料，應予保密」，且並非只有蔡英文一例，而是「過去保存三十年以上的教師資格審定案件，目前皆仍在持續保密中，並無例外。」，2019年11月28日，泛藍立法委員召開「確立違反學術倫理案件客觀公正之處理原則」公聽會，並邀請彭文正等人到場。

## 支持蔡英文學位的證據和反方的回應

### 總統府記者會公開論文原稿等資料
2019年9月19日，蔡英文在徐永泰發文後接受媒體訪問，強調有學位就一定有論文的她說：「我們處理論文都按照當時的規定在處理，我想現在有很多人都沒有否認有論文這件事情。」，對於學者評論那是由短篇文章湊起來的，她認為是「隔行如隔山」。針對有人說政經學院婦女圖書館的論文限閱條件是作者要求的，蔡英文表示：「不會是吧」而後在9月22日受訪時，重申自己有論文、有證書，返台申請教職也提供所有文件供教育單位審查，蔡說：「35年前的教育部，絕對不是民進黨的教育部，更不會是蔡英文的教育部，不是嗎？」
9月23日，總統府召開記者會，重申蔡英文先前的立場，並強調確認學歷最正確、且是唯一的途徑就是向校方查詢，不應捨近求遠；論文遺失的責任不在學生，LSE圖書館的嚴格閱覽規定也非作者要求；論文上無口試委員簽名，屬於常態；指導老師Elliott相當於助理教授，是可以指導博士生的。記者會中還利用6月間聯絡英國校方後取得的資料來對其求學歷程加以詳細解說，同時公布了3張LSE畢業證書：1984年3月14日發出的博士學位證書（影本）、2010年參與新北市長選舉時申請補發的證書和駐外代表處的認證（影本），以及2015年再次補發的證書正本。更令人矚目的是，府方人員戴著白手套，小心翼翼地展示著蔡翻箱倒櫃找出來的一頁頁博士論文原稿，其中所缺的6頁已從其他年代的翻印本中尋得。府方表示，論文將會授權國家圖書館公開，方便有志於國際貿易法領域的人投入相關研究。9月27日，國家圖書館於上午10時起，已開放民眾在「台灣博碩士論文知識加值系統」查閱、下載蔡之博士論文原稿。不過有學者質疑「論文原稿不等於論文」。
據中國時報報導，總統府開放論文原稿讓民眾下載之後，即有若干網友將其內容與全球文獻進行比對，認為有抄襲之嫌。新聞於9月30日被報導出來，府方於當晚進行澄清，指出相關文獻皆是1984年以後出版的，斷無前者抄襲後者之可能。
10月14日，陳學聖在立法院審查國立大學預算時，向列席的48位校長詢問意見：有誰看過目前已公開的資料後相信蔡的博士學歷是真的？結果有6人立即舉手表態。至於已經看過相關資料的政大校長郭明政並未舉手的原因是：「很多事情都還在調查之中。」陳學聖又問：「有誰把畢業論文和證書都遺失了？」無人舉手。郭強調，資料會提供給司法機關，也會尊重立委的調查權。此事引發總統府的嚴厲譴責，認為這是政治勒索，大學校長沒義務配合作秀。

### 倫敦政治經濟學院（LSE）聲明
2019年10月8日，LSE官網刊登了一篇聲明，指出蔡英文確實於1984年獲頒法學博士學位，且有記錄顯示，學校總圖的議會大樓圖書館（SHL）曾收到一本她的論文，並移交高等法律研究所（IALS），不過LSE拒絕回答關於這則聲明的詢問，這部分爭議正在進行官司中。
2020年1月6日，《紐約時報》在有關台灣總統大選的報導文章指出，「政界人士和媒體質疑蔡英文的博士論文造假，儘管她的母校倫敦政治經濟學院已經證實其真實性」，並直接附上2019年10月9日，以校方名義發表於LSE官網上的聲明的連結。該報導文章中也記錄了對彭文正的專訪，彭文正表示他不擔心會被抹黑為假新聞，因為大部分的人民不會那麼愚蠢；在新聞、假新聞相互競爭之下，真相終會大白。

### 英國倫敦大學官方聲明
2022年2月，英國倫敦大學在官網上發出聲明，證實總統蔡英文於1984年2月獲得博士學位，並強調校方斷然反對為尋找此論文副本，而對該校任何職員的不實指控。

### 第三方文獻紀錄
大英圖書館圖書目錄有蔡英文的博士論文。英國高等法律研究所於1985年出版的文獻索引《英國法律研究1905－1984》（Legal Research in the United Kingdom 1905-1984:A Classified List of Legal Theses and Dissertations Successfully Completed for Postgraduate Degrees Awarded by Universities and Polytechnics in the United Kingdom from 1905-1984）在Google圖書上記載了蔡的博士論文條目 ，根據2019年9月26日台灣留學生黃若翔在臉書上傳的照片顯示，他在東京大學法學圖書館找到的1985出版的書中有此條目。

## 後續質疑
2020年1月8日，175名各領域博士，召開「蔡英文博士資格及學術倫理」記者會，再度質疑博士論文與任教資格。教育部也第五度發表聲明，表示1984年7月10日已收到英國回函，證實蔡的倫敦大學政經學院博士資格屬實。
2021年4月30日，國民黨立委鄭正鈐，在立法院舉辦「大學法、教師法、教育人員任用條例、學位授予法修法公聽會」，討論總統蔡英文論文爭議。2022年2月9日，鄭正鈐與台大名譽教授賀德芬、彭文正等人召開記者會，再次質疑蔡英文博士論文疑雲。鄭正鈐說，面對學術界對於論文門的求真與求實，號稱「謙卑」與「最會溝通」的蔡政府，就應以謙卑的態度努力釋疑。
2021年6月3日，賀德芬收到台北行政法庭交付的「論文門」證物，是一份由中華民國教育部所發出的公文書提供了1984年9月28日由蔡英文親筆填寫的國立政治大學新聘教師資格審查履歷表。履歷表上顯示的博士論文題目名為「Law of Subsidies, Dumping and Market Safeguard」，與蔡過去多次指稱自己的論文題目是「Unfair Trade Practices and Safeguard Actions」全然不同。總統府發言人張惇涵解釋蔡當年填的是論文「PART TWO」章節題目，共計237頁，佔了這本本文365頁論文的絕大部分
2021年12月10日，前民主進步黨台北市議員童仲彥聲援彭文正，他認為彭文正敢於求真，在學術界有相當的威望和知名度，認為蔡英文是利用權力和國家機器來打擊異己。

## 法院訴訟

### 彭文正提出確認論文不存在之訴
2020年，關於彭文正向法院提出的確認蔡論文真假之訴，法院基於此起訴要件只是單純的事實確認，無關實際法律關係的訴訟，因此駁回，本案可上訴。對此，彭做出了極為強烈的回應，質疑選後四天就判決，並要法官監察院見。
彭文正上訴後，案件由高等法院審理，2021年1月20日開庭審理，法官認為在一審時未經開庭、未傳喚雙方出庭，在訴訟程序有重大瑕疵，二審發回一審更審。
2022年12月，台北地院更一審駁回彭文正的上訴，認定蔡英文具有博士學位。彭文正對此提起上訴，台灣高等法院在2025年5月駁回上訴。

### 蔡英文提告妨害名譽
2019年9月，蔡英文提告林環牆、賀德芬、彭文正三人妨害名譽。2021年3月31日，台北地檢署正式依加重誹謗罪起訴彭文正，不起訴林環牆、賀德芬 。2021年11月19日，彭文正未到庭，且滯留美國。台北地方法院認為彭文正有逃亡事實，依刑事訴訟法第84條規定，予以通緝。

### 彭文正反告誣告
3月31日，台北地檢署檢察官偵查終結，檢察官認為蔡英文是針對假學歷事件提告，客觀上沒有虛捏事證提告，主觀上亦無誣告犯意，認為蔡英文誣告罪嫌不足，予以不起訴處分。

### 何建華
2020年12月7日，台北地檢署以中華婦女聯合會理事長何建華收受中國台灣同學會會副會長黃信瑜3萬元人民幣在2020年中華民國總統選舉期間炒作蔡英文假學歷違反國安法為由起訴何建華。台北地檢署指出，黃信瑜於2019年11月2日告知何建華要炒作「蔡總統博士學歷造假」議題以影響選情，並指導何建華如何組織抗議以及轉發抗議新聞稿給彭文正、年金改革聯盟、軍公教聯盟等。同時黃信瑜透過銀行轉帳3萬元給何建華。2019年11月20日，何建華按照事先的謀劃率眾前往教育部、中央選舉委員會及凱達格蘭大道進行集會遊行。彭文正否認與此事有關係。

### 英国行政法庭诉讼
2021年2月，美国北卡罗来纳大学经济系台籍副教授林环墙称“论文门在英国行政法庭取得重大突破”。英国第一审行政法院判决，皇家独立机关「资讯特任官办公室」（ICO）必须對美國作家理查生對於公開蔡英文博士论文口试委员姓名所做的請求做出回應。在經過兩次延後期限後，ICO於年3月27日回應了理查生的請求，表示基於個人隱私的保護，支持倫敦大學不公開口委姓名的決定。對此理查生表示會再度上訴。
2021年9月13日，因應米卡爾·理查生投訴ICO一案，英國初級審裁處知情權分庭做出了駁回理查生主張的判決。判決文中提到法官已查閱包含理查生所請求的口委姓名與簽署論文口試的時間之文件，確認倫敦大學的確持有些資料，且表示由倫敦大學證實自己持有這些文件，比起直接公開更能保證口委個人隱私與公眾權益需求的平衡。同時法院也說明已經由倫敦大學公開的資訊足以證實學位的真實性，理查生對ICO的要求不具正當性。
2021年11月26日，ICO發布IC-109451-S1M2號決定通知，其中倫敦政經學院（LSE）最高權力機構校評會向英國資訊特任官辦公室（ICO）「否認持有蔡英文博士口委名單及口試報告」。並在判決書第8條指出ICO已確認所請資料在倫敦大學，就算LSE也持有相同資料，同樣也會因隱私保護之緣由不需公佈。
2022年6月21日，英國初級審裁處做出判決，接受理查生之上訴，並作出兩項替代決定通知：A.ICO於2021年11月26日之決定通知IC-109451-SIM2錯誤 ，LSE持有該範圍內之資訊（指蔡英文之口試委員及關於口試的報告）B.LSE必須在28日內對上訴人（指理查生）原本的資訊請求的提出新回應，回應中必須確認持有持有該範圍內之資訊，並且揭露該資訊或聲明其不需揭露的理據 。在判決書的理由之結論第22條提到根據所有證據所平衡得出的結論，顯示LSE所持有之蔡總統的學生檔案中擁有該範圍內之資訊，並表示該資訊在LSE在和他人（包括顯然提供給司法調查 ）通信之電郵及提交給法院都有提及，法院表示理解LSE懷疑該資訊的準確性，但認為其不是說明信息未根據 FOIA 持有的依據。另外，該項判決書中關於LSE之答辯，也引起爭論，林環牆在臉書稱近日英國行政法庭認定LSE提供不實資料給台灣法務部，彭文正點名一名由法務部駐英國的官員，串通LSE內部人員，將這些偽造的証據送給北檢，蔡總統委任律師則聲明表示，英國初級法院判決內文，並無任何指稱蔡總統有串通LSE內部人員或提供偽證之情事，並表示林環牆、彭文正於臉書發布的言論，顯非事實。

### 關於LSE聲明的訴訟
2019年總統蔡英文母校倫敦政經學院（LSE）替蔡英文的學位背書，發出一則聲明，旅美學者林環牆依照英國資訊自由法（FOIA）訊問LSE那則聲明的出處，校方以「無理取鬧（vexatious）」為由拒絕回覆，一審行政法院認同校方說法。2023年七月英國高等行政法院判決出爐，認為一審行政法院的裁決是「法律上的錯誤（An error of law）」，並裁示該案退回一審行政法院且應換法官重審。

### 大英圖書館拒絕回覆論文提問
大英圖書館以「無理取鬧」為由，拒絕答覆對於其在EThOS所表列的蔡英文博士論文資訊的提問。因此被投訴到英國資訊特任官辦公室（ICO）。大英圖書館說明，由於他們認為投訴人的請求是重覆的，缺乏嚴肅目的的，因此，大英圖書館依照資訊自由法14條，以無理取鬧為由拒絕答覆。
而ICO在接受檢舉後，於2023年2月裁定大英圖書館的決定符合法規。

### 賀德芬對教育部發起行政訴訟
台灣大學名譽教授賀德芬，質疑總統蔡英文並未取得英國倫敦政經學院法學博士學位。並主張自己向教育部調閱資料，得到「已核定為國家機密，應封存30年等理由拒絕提供」的回應。
因而提起行政訴訟，請求撤銷教育部的原處分。並在最後上訴到最高行政法院後，於2023年10月19日判決敗訴確定。
其中賀德芬所要求的蔡英文申請政大教職資料已經於訴訟期間由教育部轉交給賀，故此高等行政法院認為賀的需求也被滿足而拒絕申請。
此外，賀德芬主張自己收到2019年7月19日臺教高（五）字第1080105740號函，因而得知「所詢蔡總統於任教期間升等論文及相關應備文件一案……保密期限至138年12月31日解密。」之說法，也在最高行政法院調查後釐清並非其原先收到的原處分書文號。

教育部則說明蔡英文的政大教職升等資料是依政府資訊公開法第18條第1項第1款規定的應保密事項。至於蔡擔任副教授、教授資格審定的相關著作，可透過大學圖書館或檢索系統等學術資源查知，教育部也曾以新聞稿對外說明查證結果。
根據教育部於2019年12月30年發表之新聞稿，蔡英文之政大教職資料是基於「專科以上學校教師資格審定辦法」第39條第1項規定，「學校與教育部評審過程、審查人及評審意見等相關資料，應予保密」，而其審查資料、會議紀錄及處理相關陳情檢舉等類此文書，則依行政院發布之《文書處理手冊》中「一般公務機密」方式密件處理。又法律規定「一般公務機密」之事項，主要係為確保政府機關行政運作或為保護個人安全隱私，除前者可於行政目的達成後予以解密外，後者有關個人權益之保護依法即應持續保密。過去保存三十年以上的教師資格審定案件，目前皆仍在持續保密中，並無例外。 